# Laura Grazioli
Laura Grazioli (* 1985) ist eine Schweizer Politikerin (parteilos, zuvor Grüne). Für die Grünen sass sie von Juli 2019 bis Ende Oktober 2023 im Landrat des Kantons Basel-Landschaft.

## Leben
Laura Grazioli wuchs in Sissach auf. Sie studierte an der Universität St. Gallen Internationale Beziehungen und arbeitete anschliessend als Exportberaterin. Nach einer landwirtschaftlichen Zusatzausbildung am Ebenrain-Zentrum für Landwirtschaft, Natur und Ernährung übernahm sie 2021 gemeinsam mit ihrem Bruder den elterlichen Hof auf dem Fluhberg bei Sissach. Sie ist Mutter von zwei Kindern und lebt in Sissach.

## Politik
Laura Grazioli war von 2018 bis 2022 Mitglied der Gemeindekommission Sissach.
Bei den Landratswahlen 2019 wurde Grazioli in den Landrat des Kantons Basel-Landschaft gewählt. Sie war von 2019 bis 2020 Mitglied der Geschäftsprüfungskommission und war ab 2019 Mitglied der Interparlamentarischen Konferenz der Nordwestschweiz. Ab 2019 war sie Mitglied der Finanzkommission, der sie als Präsidentin vorstand. Sie trat per Ende Oktober 2023 zurück und daraufhin aus der Partei. Als Begründung gab sie an, dass «sie über die letzten Jahre in wesentlichen Themengebieten von der Mehrheit der Fraktion und der Partei abgewichen sei», dies sei längerfristig für beide Seiten nicht nachhaltig tragbar. Für sie rückte Dominique Zbinden vom Jungen Grünen Bündnis Nordwest in den Landrat nach.
Als eine der wenigen gegnerischen Stimmen aus dem linken Spektrum zum Covid-19-Gesetz und insbesondere zum Covid-Zertifikat erweckte Laura Grazioli 2021 über die Landesgrenzen hinaus Aufmerksamkeit im deutschsprachigen Raum.
Grazioli war Vize-Präsidentin der Grünen Kanton Basel-Landschaft und Vorstandsvorsitzende der Grünen Sissach. Sie ist Vorstandsmitglied der Junglandwirte JULA Nordwestschweiz.